# Swift Engineering
Swift Engineering  är ett amerikanskt ingenjörsföretag som bygger intelligenta system och avancerade fordon, inklusive autonoma system, helikopter, ubåt, rymdfarkoster, markfordon, Robotik och avancerade kompositer. Swift är mest känt för att producera racerbilar för en mängd olika racing-serier, inklusive Formula Ford, Formula Atlantic, Champ Car World Series och Formula Nippon och hade designat och tillverkat över 500 tävlingsbilar.

## Historia

### 1983-1990
Swift Engineering grundades som SWIFT CARS 1983 av David Bruns, Alex Cross, R. K. Smith och Paul White. Deras första bil, DB-1, var en Formel Ford som vann SCCA Nationella mästerskapet i sitt debutlopp. Företaget byggde senare bilar för Sports 2000, Formula Ford 2000, Formula Atlantic och  CART. Swift-chassit vann Atlantic Championship från 1989 till 1992 och  British Formula Renault 1990. 

### 1991 - närvarande
1991 köptes Swift av den japanske racerföraren Hiro Matsushita.
|             |
| Swift 017.n |

|             |
| Swift 007.i |

|             |
| Swift 016.a |